# Eugene Odum
Eugene Odum, né le 17 septembre 1913 et mort le 10 août 2002, est un écologue américain. Pionnier de l'étude écologique des écosystèmes, son ouvrage Fundamentals of Ecology (1953), écrit avec son frère Howard, est considéré comme le premier traité d'écologie moderne.
A partir des recherches des deux frères Odum sera élaboré le principe selon lequel la biodiversité augmente la résilience des écosystèmes.
Eugene Odum a publié environ 200 articles scientifiques et obtenu de nombreuses récompenses. Il est notamment devenu membre de l'Académie nationale des sciences en 1970.

## Vie et travaux
Fils du sociologue Howard W. Odum, et frère d'Howard T. Odum, E.P. Odum reconnaît l'influence de la pensée holistique de son père sur ses propres travaux. Il a étudié au département de zoologie à l'université d'Illinois, à Champaign-Urbana. Il y obtient son doctorat. Il a un fils, William et est marié à Martha.
Après son diplôme, Odum enseigne à l'université de Géorgie, dès 1940. Il s'intéresse à l'écologie, considérée comme non scientifique alors parmi les universitaires. Odum contribue à diffuser le concept d'écosystème, attribué tantôt à Raymond Lindeman (1942), tantôt aux Britanniques Arthur Roy Clapham (1930) et Arthur Tansley (1935). L'étude systémique d'organismes dans leur environnement était encore parcellaire, et pratiquée comme une branche mineure de la biologie.
Avec son frère Howard, encore étudiant à Yale, il écrit le premier véritable traité d'écologie, Fundamentals of Ecology (1953). Eugene s'attache à décrire le fonctionnement des écosystèmes et son frère se spécialise sur la circulation de l'énergie et de la matière. A partir de leurs recherches s'élabora le principe selon lequel plus un écosystème est diversifié, mieux y circule l'énergie, et plus il est résilient,,. Eugene Odum est  considéré comme le « père de l’écologie moderne ».
En 1984, il propose le concept d'agroécosystème, défini comme un « écosystème domestiqué ».
Il a participé à la fondation de l'Institut de l'Ecologie à l'Université de Georgia, et en a été le premier directeur. Après sa mort, l'institut a pris son nom en 2007, devenant l'Ecole d'écologie Odum,.
Au cours de sa carrière, il a publié une douzaine d’ouvrages et plus de 200 publications scientifiques. Il a obtenu de nombreuses distinctions scientifiques. Il est notamment devenu membre de l'Académie nationale des sciences en 1970, a été récompensé du prix « Emminent Ecologist » de la Société américaine d'écologie en 1974, du Tyler Prize for Environmental Achievement en 1975, et du prix Crafoord de l'Académie royale des sciences de Suède en 1987,,.

## Sources
- (en) Cet article est partiellement ou en totalité issu de l’article de Wikipédia en anglais intitulé « Eugene Odum » (voir la liste des auteurs).

### Articles en ligne
- (en) The Strategy of Ecosystem Development
- (en) Comparison of population energy flow of a herbivorous and a deposit-feeding invertebrate in a salt marsh ecosystem (avec Alfred E. Smalley)